# Johann Philipp Becker
Johann Philipp Becker (Frankenthal, Palatinat, 20 de març de 1809 - Ginebra, 7 de desembre de 1886) fou un socialista alemany.
Fou un dels fundadors de l'Associació Internacional de Treballadors. Exiliat a Suïssa, dirigí la Federació de Ginebra afiliada a la Internacional. Des de la dècada del 1860 va mantenir una estreta amistat amb Karl Marx, i Friedrich Engels.